# Tunneleffect

Illustratie van de golffunctie voor een deeltje dat van links een potentiaalbarrière nadert. Omdat de golffunctie binnen de barrière niet nul wordt zolang de potentiaal niet naar oneindig nadert, is er een kleine kans dat een inkomend deeltje niet reflecteert, maar door de barrière heen gaat.

Tunneleffect of tunneling is het effect in de kwantummechanica waarbij een deeltje door een potentiaalbarrière heen gaat, terwijl het (klassiek gezien) niet voldoende energie heeft om over de barrière heen te gaan. Dit heet het tunneleffect, omdat de energiebarrière (een gebied met een hogere potentiaal dan de omringende ruimte) is voor te stellen als een hoge berg. Het deeltje dat te weinig energie heeft om over de berg heen te komen, gaat als het ware door een tunnel naar de andere zijde.
De oorzaak van tunneling is het feit dat de golffunctie niet nul is 'binnen' de energiebarrière, maar slechts (zeer) klein wordt. Daardoor is er een kleine kans dat een inkomend deeltje niet reflecteert, maar door de barrière heen gaat.
Het tunneleffect wordt op verschillende wijzen waargenomen en toegepast:
- Zo kunnen alfadeeltjes (twee neutronen en twee protonen) zich alleen op deze manier aan de sterke kracht binnen de atoomkern onttrekken. Hiermee wordt de alfastraling in radioactieve stoffen (alfaverval) verklaard.
- De werking van de tunneldiode is gebaseerd op het tunneleffect.
- Scanning-tunnelingmicroscopie gebruikt de stroom die door de naald en object vloeit als de golffuncties van naald en object overlappen. Door de zeer sterke afhankelijkheid van stroomsterkte en afstand kan een zeer gedetailleerd beeld van een oppervlak gevormd worden.

Voor een oplossing van de schrödingervergelijking ter berekening van het tunneleffect, zie het artikel Impulsoperator.
Een klassiek analogon van het tunneleffect is de gefrustreerde totale interne reflectie uit de golfoptica.